# Silene thebana
Silene thebana är en nejlikväxtart som beskrevs av Pierre Edmond Boissier. Silene thebana ingår i släktet glimmar, och familjen nejlikväxter. Inga underarter finns listade i Catalogue of Life.